# Ivan Gomez-Montero
Ivan Gomez-Montero, est un dessinateur de bande dessinée et un story-boarder dans le cinéma et le dessin animé.

## Œuvres

### EP éditions
- Trois petites histoires de monstres (Avec Aurélien Morinière, Lionel Chouin et Tarek) - 2009

### Soleil
- Cyrill et les ombres du bois cendré (Avec Tarek)
  1. La balade ki tue - 2003

### Vents d'Ouest
- Le Prophète de Tadmor[1] (Avec Tarek)
  1. La guilde du safran[2], - 2000
  2. La trahison d’Azap Kapi - 2001

## Filmographie
- 2004: Skyland – Storyboard
- 2006: Mikido – Storyboard
- 2008: Iron Man – Storyboard